# Xerophylleae
Xerophylleae, es una tribu de plantas herbáceas perteneciente a la familia Melanthiaceae.
Xerophyllum (dos especies en Norteamérica) es hermano de los géneros del anterior Trilliaceae (Chase et al. 1995a, 1995b, Rudall et al. 2000a. Estas especies están adaptadas a los ambientes xerofíticos (poseen hojas delgadas y graminiformes, y el hábito en una roseta apretada), lo cual contrasta con el hábito de Trillium y afines, que están adaptados a vivir debajo de la canopia de los bosques y tienen hojas reticuladas. Algunos autores (Thorne 1992) consideraron a Veratrum (Melanthiaceae) como una de las monocotiledóneas más primitivas debido a sus hojas reticuladas plicadas, y sus carpelos mayormente sin fusionar, pero está profundamente embebida dentro de Liliales y no está en absoluto relacionada con la base de las monocotiledóneas, lo que quiere decir que es poco probable que haya retenido estos caracteres como primariamente primitivos.

## Géneros
- Xerophyllum